# Hippopotamyrus weeksii
Hippopotamyrus weeksii és una espècie de peix africà del gènere Hippopotamyrus en la família Mormyridae, endèmic del riu Congo. És nativa de la República Democràtica del Congo.

## Morfologia
En funció de la seva morfologia, pot agrupar-se dins dels denominats «lluços del riu Nil» juntament amb el Brienomyrus, Mormyrops, Marcusenius, Petrocephalus y Pollimyrus.
Posseeix petites barbes i es caracteritza per posseir un cap allargat que pot arribar a mesurar el doble del seu alt. Manquen de l'extensió de l'aparell bucal dels peixos elefant.
Pot aconseguir una grandària aproximada de 140 mm.

## Estat de conservació
Respecte a l'estat de conservació, la UICN no l'ha avaluat (NE).